# Campo Grande (Misiones)
Pour les articles homonymes, voir Campo Grande (homonymie).
Campo Grande est une ville d'Argentine ainsi que le chef-lieu du département de Cainguás de la province de Misiones. Elle est située sur la route nationale 14.

## Population
La ville comptait 5 293 habitants en 2001, ce qui représentait une hausse de 34,9 % par rapport à 1991.